# Punasoo
Punasoo är ett träsk i Estland.   Det ligger i landskapet Lääne-Virumaa, i den centrala delen av landet, 120 km öster om huvudstaden Tallinn.